# Gottfried Schwarz (Theologe)
Gottfried Schwarz (* 19. November 1707 in Zipser Neudorf (Igló); † 13. November 1786 in Rinteln) war ein deutscher evangelischer Theologe.

## Leben
Der Sohn des Kaufmanns Samuel Schwarz († 1730) und dessen Frau Judit († 1732, die Tochter des Ratsherrn in Iglau Johann König) bezog im Alter von sechs Jahren das Gymnasium in Leutschau und später das Gymnasium Eperies. 1726 bezog er die Universität Jena, wo besonders Gottlieb Stolle (1673–1744) Einfluss auf ihn ausübte und ihn in die Philosophie, Literatur- sowie Kirchengeschichte einführte. Er besuchte auch geschichtswissenschaftliche Vorlesungen bei Christian Gottlieb Buder (1693–1763) und Martin Schmeizel (1679–1747), Johann Franz Buddeus hörte er in Theologie, praktische und theoretische Philosophie bei Johann Heinrich Köhler (–1737), von Leonard Hoffmann (–1737) wurde er in der hebräischen und in der syrischen Sprache unterrichtet und bei Georg Erhard Hamberger (1697–1755) besuchte er die Vorlesungen zu Mathematik und Physik.
1730 wurde er Konrektor in Leutschau, 1731 wurde er Rektor des Gymnasiums und begab sich 1734 nach Pest, um einen Familienprozess zu beenden. Dort hatte er Umgang mit dem Rechtsgelehrten Bohus und absolvierte in dessen Bibliothek Studien. 1738 legte er das Rektorat in Leutschau nieder, um eine Bildungsreise durch Deutschland zu absolvieren. So reiste er nach Wien, Nürnberg, Frankfurt am Main und setzte unter Christian Wolff und Johann Konrad Spangenberg (1711–1783) seine Studien an der Universität Marburg fort.
Über Kassel, Göttingen, Gotha und die Universität Jena gelangte er 1739 an die Universität Halle, wo er im selben Jahr den akademischen Grad eines Magisters erwarb und im Anschluss philosophische Vorlesungen hielt. 1742 verließ er Halle und wurde Rektor des Gymnasiums in Osnabrück, 1749 ging er als Professor der Theologie an die Universität Rinteln, er wurde Superintendent der Grafschaft Schaumburg und Beisitzer im Konsistorium. Im selben Jahr wurde er auch Ehrenmitglied der Deutschen Gesellschaft in Göttingen. 1750 erwarb er an der Universität Helmstedt den theologischen Doktorgrad. 1782 trat er aus Altersgründen von seiner Superintendentur zurück.

## Wirken
Schwarz betätigte sich wissenschaftlich auf dem Gebiet der Theologie, Philosophie, Geschichte und Münzkunde. Mit Vorliebe bearbeitete er die Geschichte von Ungarn. Besonders seine 1739 erschienene Magisterarbeit fand in seiner Heimat, vor allem durch den Bischof in Raab, solches Interesse, dass sie in mehreren Auflagen erschien. Schwarz war ein Sympathisant der Aufklärung, der zahlreiche eigene Schriften vor allem theologischen Inhalts verfasste.

## Familie
Schwarz war zwei Mal verheiratet. Seine erste Ehe schloss er 1743 in Osnabrück mit Regina Maria Lübke († 1. April 1745). Aus dieser Ehe stammt der Sohn Johann Ludolph Schwarz († 1763 in Osnabrück). Seine zweite Ehe ging er 1750 mit Gerhardine Brouning, der Tochter des Geheimsekretärs Carl Wilhelm Brouning, ein. Diese Ehe blieb kinderlos.

## Werke
- Diss. inaug. historico-critica de initiis religionis christianae inter Hungaros Ecclesiae orientalis assertis iisdem a dubiis et fabulosis narrationibus repurgatis. Halle 1739, Edito III Clausenburg 1749.
- Diss. de sensibus et quae Deo tribuuntur sensationibus. Halle 1740.
- Andr. Dudithii ab Horehowitza, Episcopi tunc Tiniensis, Orationes V in Concilio Tridentino habitae, quarum posteriores duae nunc primum e MSS. prodeunt, cum Appendice orationum duarum, quas Geo. Drasoowich in eodem Concilio habuit. Praefatus est ac Dissertationem de vita et scriptis Andr. Dudithii adjecit Lorandus Samuelfy (i. e. Godofr. Schwarz). Halle 1742.
- Imperator Justitianus M. slavicae genti vindicatus. Schediasma historico-philologicum. Wittenberg 1742.
- Oratio de optima studiosam juventutem instituendi ratione. Osnabrück 1743.
- Progr. de sonorum sine mente editorum insidiosi illius linguarum cultoribus vitii, origine. Osnabrück 1743.
- Idea boni consulis, in memoriam Consulis Osnabrug. G. F. de Blechen. Osnabrück 1744.
- Trias observationum grammaticarum, quibus totidem Codicis sacri Veteris Testamenti loca illustrantur. Osnabrück 1744.
- Predigt von der Liebe zu Christo, als einer nothwendigen Eigenschaft eines rechtschaffenen Seelenhirten, über Joh. 21, 15–24. Osnabrück 1746.
- Decadum A. Bonfinii editio nupera Pasonio. Viennensis justo pretio aestimata. Schediasma litterarium et historicum. Osnabrück 1745.
- De praeconcepta eruditione, verae eruditionis obice, comment. moralis. Osnabrück 1746. 4.
- Tetras observationum sacrarum, quibus totidem Codicis sacri Veteris Testamenti loca illustrantur. Osnabrück 1746.
- Progr. Rei nummariae e medio aevi specimen. Osnabrück 1747.
- Progr. de dignitate memoriae. Osnabrück 1747.
- Elementa Logicae theoreticae. Qsnabrück und Lemgo 1748.
- Unvorgreifliche Gedanken von dem Vorzuge der neuern Weltweisen vor dem alten, eine Einladungsschrift. Osnabrück 1748.
- Progr. de eo, quod judicium vocant. Osnabrück 1749.
- Oratio de perpetuo pietatis et practicae veritatis connubio. Rinteln 1749.
- Oratio de zeli et charitatis in persona theoloci concordia. Rinteln 1750.
- Progr. de justa censura hymnorum, qui publicis eccelesiae alicujus usibus commode serviant. Rinteln 1750.
- Diss. inaug. doctrinae Protestantium de fide sanctitatem demonstrans. Rinteln 1750.
- Christus gesetzt zum Falle, über Luc. 2, 34. 35., eine Predigt. Rinteln 1750.
- Progr. de sensuum in dijudicanda transsubstantiatione missatica testimonio. Rinteln 1751.
- Diss. I—III de sensu verborum Malach. 1, 11 merum elenchum sine ullo vaticinio continentium. Rinteln 1751–1754.
- Christus, gesetzt zur Austehung; eine Predigt über Luc. 2, 34. Rinteln 1751.
- C. Flechier's Predigt, am Tag der Bekehrung des heiligen Apostels Paulus im J. 1682 gehalten, aus dem Französischen in's Deutsche übersetzt von Gerhardine Schwarz geb. Brouning, mit einer Vorrede und Anmerkungen herausgegeben. Bückeburg 1752.
- Diss. de Theologia quoad vocabulum. Rinteln 1755.
- Diss. de Theologia quoad defiaitionem. Rinteln 1755.
- Progr. de scientia in Deo media. Rinteln 1755.
- Diss. de articulis fidei. Rinteln 1755.
- C. Flechier zwo christliche Lobreden, auf den Tag aller Heiligen und Pauli Bekerung, sammt der Vorrede zur Rechtfertigung der gottesdienstlichen Verehrung verstorbener Heiligen, übersetzt und mit Anmerkungen herausgegeben. Lemgo 1756.
- Diss. de finienda sacramenti notione. Rinteln 1758. 4.
- Progr. de oratione primo theoloeiae addiscendae medio. Rinteln 1758.
- Diss. de meditatione altero theologiae addifcendae medio. Rinteln 1758.
- Progr. de tentatione tertio theologiae addiacendae medio. Rinteln 1758.
- Der 19te Psalm Davids übersetzt, eingetheilt, mit Bestätigung des Inhalts und mit den nöthigsten Anmerkungen über die Textworte begleitet, zum Beispiel seiner Psalmenauslegung. Rinteln 1759.
- Diss. de ministroium ecclesiae per impositionem manuum ordinatione, ejus ex constitationibus apostolicis auctoritate, neque ulla ex jure divino necessitate. Rinteln 1759.
- Samuel, Rex Hungariae, qui vulgo Aba audit, ex historico et simul numario monumento, tam nomini quam populo suo restitutus, hallucinationibus et erreribus non paucis, quos Actis suis Sanctorum ad d. IV. Sept. Scriptores Antwerpienses jactantibus, affricarunt, de eadem fidelia dalatia. Lemgo 1761.
- Diss. Fragmentum Theologiae dogmaticae revelatae de homine in statu integro ad Dei imaginem creato. Rinteln 1761.
- Diss. theol. scholastica de Deo unitrino. Rinteln 1761.
- Diss. de homine post lapsum protoplastorum in. statu corsupto. Particula I et II. Rinteln 1762.
- Diss. de operibus Dei in regno naturae, sigillatim I de creatione. Rinteln 1764.
- Diss. de operibus Dei in regno naturae, sigullatim II de conservatione et angelis. Rinteln 1764.
- Diss. de salutis humanae principiis post lapsum, ac primo de benevolentissimi Dei patris amore in Christo. Rinteln 1764.
- Diss. de sacra Domini coena, altero Novi Foederis sacramento.  Rinteln 1764.
- Versuch einer Beurtheilung der kritischen Schwänke über den 16ten Psalm in einem sogenannten kritischen Collegio. Rinteln 1764.
- Recensio critica Schmeizetiani de numis Transsylvanicis commentarii, supplementa, emendationes et illustrationes perpetuas continent. Rinteln 1765.
- Flores sparsi ad tabulas pignori ralictarum XIII civitatum Saxon. terrae Scepusiensis in Hupgaria superiori, pietatis sanctae officio ultro libenterque defungente etc. Rinteln 1765.
- Diss. I et II de redemtione Jesu Christi fraterna altero salutis humanae principio post lapsum. Rinteln 1765–1766.
- Stromateus dissertationum de sacra Domini coena. Rinteln 1766.
- Originam et eccasuum Transsylvaniae auctore Laurentio Toppeltino recensio critica; cum appendice diplomatum aliquot, omnia maxima ad natales gentis Saxonicae in magno Principatu Transsylvaniae inque Comitatu Scepusiensi supertoris Hungariae asserendos et illustrandos. Rinteln 1766.
- Diss. de mediis salutis humanae post lapsum, ac primo de verbo litteris jam Scripturae Sacrae comprehenso. Rinteln 1767.
- Diss. de verbo Dei liiteris jam Scripturae Sacrae compreheaso, theol. dogm. revel, secunda. Rinteln 1767.
- Diss. de gratia Spiritus S. beneficiorum Dei oeconomicorum applicatrice, tertiae salutis humanae principio post lapsum. Rinteln 1767.
- Progr. de ordine salutis humanae post lapsum. Rinteln 1768.
- Diss. de sacramentis in genere deque baptismo Novi Testamenti et absolutione, quam vocant, speciatim. Rinteln 1768. 4.
- Progr. de ipsa salute fidelium ex Deo renatoram. Rinteln 1769.
- Diss. de Ecclesia Dei. Rinteln 1769
- Progr. de causis difficultatum in altioribus discipline sire tradendis sive addiscendia. Rinteln 1769.
- Diss. theol. dogm. Prolegomena de praecipuis nominibus Dei in originalibus Scripturae S. textibus sistens. Rinteln 1771.
- Diss. de quatuor novissimis hominis cujusque aditu ilio ad utriusque fortunae conditionem in altera vita. Rinteln 1771.
- Diss. de consummata salute Christo fidelium infideliumque damnatione, nec non de consummatione saeculi. Rinteln 1771.
- Progr. Annorum vitae Tharahhi et Abrahami conciliatio chronologica ad Actor. 7, 4. Rinteln 1778.
- Anzeige von des Herrn Grafen Wolfgang de Bethlen Hist. Hungarico-Dacicarum libris XVI, als einem nach dem gedruckten ersten und ungedruckten anderen Theil zum Verlag ganz ausgefertigt liegenden Werke. Lemgo 1774.
- Recensio critica epitomes rerum Ungaricarum auctore Petro Ranzano, Siculo, cum triplici appendice insignium ad memoriam diplomatum duorum et criseos singularis editionis epitomes Runzani. Tyrnavio. Bndensis. Lemgo 1774.
- Diss. de Deo absoluta spectato, theol. scholast. I et II. Lemgo 1776–1778.
- Entlarvte Bulle Pabsts Sylvesters II, die er an den heiligen Stephanus, König in Ungarn, geschickt haben soll. Sammt ihren widerlegten Behelfen aus der Legende Chartuitii und Pabst Gregorii VII. Briefen. Lemgo 1777.
- Richtiger Verstand der Stelle Jes. 53, 9, sonderlich Herrn D. Kennicot's Berichtigung derselben, eine Einladungsschrift zur Zusammenkunft der Prediger in Hessen Schaumburg. Rinteln 1779.
- Die große Gefahr der Todten Erkenntniß Christi und seiner heiligen Wahrheiten, über Matth. 2, 1–12. Rinteln 1780.
- Auffschließung der prophetischen Stelle Amos 8, 1–3; eine Einladungsschrift zur Predigerzusammenkunft. Rinteln 1781.
- Exercitationes oratione prosa et versu dicendi scribendique quas vel pro tempore vel unius linguae acuendae gratia composuit olim, nunc in unum congestae edidit. Rinteln 1781.
- Gewisses Aergerniß, wenn, die da Zeugen der Wahrheit syen sollten, sich oft von Irrgläubigen beschämen lassen müssen, eine Predigt über Luc. 10, 23–37. Rinteln 1782.
- Catalogus scriptorum de rebus omnis generis Hungariae, concorporatarum provinciarum gentiumque finitimarum. Rinteln 1784
- Christi Unterweisung, wie die Kinder des Lichts die Klugheit der Kinder dieser Welt heiligen können und sollen, eine Predigt über Luc. 16, 1–9. Rinteln 1784.